# Petropawlowsk-Klasse
Die Petropawlowsk-Klasse war eine Klasse von drei Linienschiffen, die für die Kaiserlich Russische Marine 1897 als Petropawlowsk, Poltawa und Sewastopol fertiggestellt wurden. Die drei Schiffe der Klasse wurden zum Pazifischen Geschwader verlegt und im Russisch-Japanischen Krieg eingesetzt, in dem sie verloren gingen. Gehoben und repariert kam die Poltawa als Tango in den Dienst der japanischen Flotte und 1916 als Tschesma wieder in russische Dienste.

## Baugeschichte

### Hintergrund
Als Antwort auf den Flottenaufbau der Deutschen Kaiserlichen Marine entwickelte die russische Marine 1890 ein Programm zur Erweiterung ihrer Baltischen Flotte. Das Programm enthielt den Plan, zehn Linienschiffe, drei Panzerkreuzer, drei Kanonenboote und 50 Torpedoboote zu bauen. Das Linienschiff Sissoi Weliki war das erste nach diesem Plan gebaute Schiff. Darauf basierend sollte eine Serie von drei Linienschiffen gebaut werden.

### Entwurf

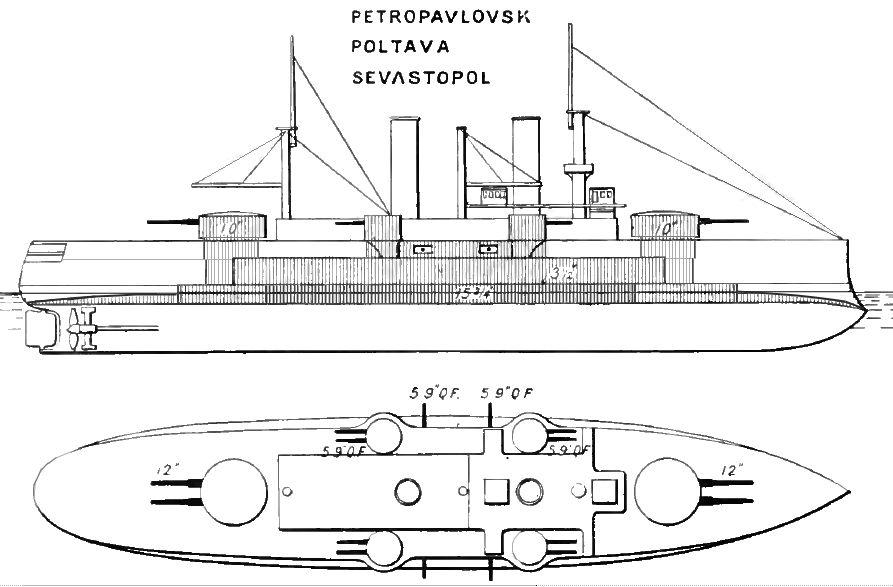
Petropawlowsk-Klasse in Brassey’s 1902

Der Entwurf für die Petropawlowsk wurde im Januar 1891 angenommen. Es sollte eine verbesserte Version des Linienschiffes Imperator Nikolai I mit zusätzlichen Barbetten für vier 203-mm-Kanonen gebaut werden. Die Panzerung sollte einen vollständigen Gürtel unter Wasser enthalten und der Rumpf darüber eingewölbt ausgeführt werden. Die Imperator Nikolai I wurde gewählt, weil sie über anerkannte Seequalitäten verfügte.
Der Ursprungsentwurf wurde völlig überarbeitet und die Panzerung völlig neukonstruiert. Auch die Bewaffnung wurde nach Baubeginn verändert. Die Barbetten wurden durch Türme für die Haupt- und Nebenartillerie ersetzt und die 203-mm-Kanonen durch die eingeführten Geschütze vom Typ Canet ersetzt. Dadurch ähnelten die neuen Linienschiffe der Imperator Nikolai I überhaupt nicht mehr.
Der Panzergürtel war typisch für die damaligen Linienschiffe und schützte mit einer Länge von 73,15 m 65 % des Rumpfes. Er war 2,29 m hoch, von denen sich normalerweise 1,39 m unter Wasser befanden. Die Qualität der Panzerung war unterschiedlich. Die meisten Teile der senkrechten Panzerung bestanden aus Nickelstahl, den die russische Firma Ischorski Sawod geliefert hatte. Die Hauptteile des Panzergürtels waren in den USA bei der Bethlehem Iron Company gekauft worden.
Als Hauptbewaffnung erhielten die Schiffe zwei Doppeltürme mit neuentwickelten 305-mm-Geschützen mit einer Rohrlänge von 40 Kalibern aus dem Staatsbetrieb Obuchow. Die Türme konnten mit einer Erhöhung von 15° schießen. Für jedes Geschütz waren 50 Schuss vorhanden.
Abweichend von der Ursprungsplanung von acht 203-mm-L/35-Kanonen kamen schließlich zwölf 152-mm-L/45-Kanonen von Canet als Mittelartillerie zum Einbau, von denen acht in vier Doppeltürmen eingebaut wurden. Die vorderen Doppeltürme hatten einen Drehbereich von 0 bis 130°, die hinteren von 45 bis 180°. Für die Mittelartillerie standen 200 Granaten pro Geschütz zur Verfügung.
Die Abwehrbewaffnung gegen Torpedoboote bestand aus zehn 47-mm-L/44- und 28 37-mm-L/23-Hotchkiss-Kanonen. Für Landungsoperationen waren noch zwei 64-mm-L/19-Landungsgeschütze vom Typ Baranowski vorhanden. Bei Fertigstellung hatten die Schiffe schwarze Rümpfe und gelbe Schornsteine; 1904 waren sie nach einigen Änderungen vollständig olivgrün bemalt.

## Die Schiffe
- Die Petropawlowsk (Петропавловск) – benannt nach der Belagerung von Petropawlowsk-Kamtschatski im Krimkrieg, wurde im Mai 1892 auf der Galerny-Werft in St. Petersburg begonnen, lief im November 1894 vom Stapel und wurde 1897 in Dienst gestellt. Ab Oktober 1899 wurde sie zum Pazifischen Geschwader verlegt und wurde im März 1904 das Flaggschiff von Admiral Stepan Makarow. Sie sank durch eine japanische Mine am 31. März 1904. Admiral Makarow starb beim Untergang des Schiffes.[2]

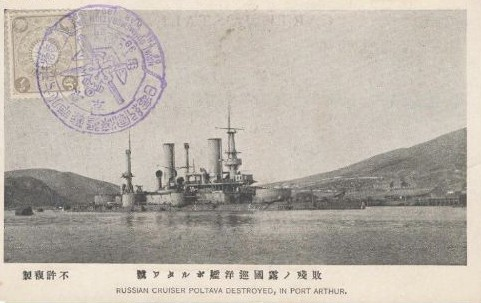
Das Wrack der Poltawa in Port Arthur

- Die Poltawa (Полтава) – benannt nach der Schlacht von Poltawa, wurde im Mai 1892 auf der Admiralitätswerft in St. Petersburg begonnen, lief im November 1894 vom Stapel und wurde 1897 in Dienst gestellt. Sie verlegte 1900 nach Port Arthur zum Pazifischen Geschwader. Das Schiff kämpfte 1904 in der Seeschlacht im Gelben Meer und kehrte anschließend erheblich beschädigt nach Port Arthur zurück, wo sie während der Belagerung versenkt wurde. Das in flachem Wasser gesunkene Schiff wurde anschließend von den Japanern gehoben, repariert und als Tango (nach der Provinz Tango) in den Dienst der Kaiserlich Japanischen Marine gestellt. Während des Ersten Weltkriegs wurde sie 1916 an das verbündete Russland verkauft und von der russischen Marine als Tschesma (Чесма) (benannt nach der Seeschlacht von Çeşme) wieder in Dienst genommen. Sie verlegte vom Pazifik durch das Mittelmeer in die Barentssee. Sie wurde von den Briten in Murmansk während des Russischen Bürgerkrieges im Rahmen der alliierten Intervention beschlagnahmt. Das Schiff war allerdings weder einsatzbereit noch reparaturwürdig und wurde 1923 abgebrochen.
- Sewastopol (Севастополь) – benannt nach der Stadt Sewastopol und ihrer Belagerung im Krimkrieg, wurde im Mai 1892 auf der Galerny-Werft in St. Petersburg begonnen, lief im Juni 1895 vom Stapel und wurde 1899 in Dienst gestellt. Sie verlegte 1900 nach Port Arthur zum Pazifischen Geschwader. Das Schiff kämpfte in der Seeschlacht im Gelben Meer 1904 und kehrte anschließend nach Port Arthur zurück. Sie wurde beweglich zur Verteidigung des Stützpunktes eingesetzt und vor der Kapitulation durch den Kommandanten Nikolaus von Essen außerhalb des Hafens versenkt. Eine Bergung wurde wegen der schweren Schäden und der Wassertiefe des Versenkungspunktes nicht durchgeführt.